# Kanton Saint-Maur-des-Fossés-Ouest
Kanton Saint-Maur-des-Fossés-Ouest is een voormalig kanton van het Franse departement Val-de-Marne. Kanton Saint-Maur-des-Fossés-Ouest maakte deel uit van het arrondissement Créteil en telde 24.472 inwoners (1999).
Het werd opgeheven bij decreet van 17 februari 2014 met uitwerking in maart 2015.

## Gemeenten
Het kanton Saint-Maur-des-Fossés-Ouest omvatte enkel het westelijk deel van de gemeente Saint-Maur-des-Fossés.